# Nihad Hasanović
Nihad Hasanović (Bihać, 1974.), bosanskohercegovački pisac. 

## Djela
Objavio je drame Podigni visoko baklju (1996.) i Zaista? (2001.), zbirku priča Kad su narodi nestali (2003.), romane O roštilju i raznim smetnjama (2008.), Čovjek iz podruma (2013.), Laki pogon (2016.) i Vidimo se u x (2022.) te priče, pjesme i prijevode (uglavnom s francuskog, a ponešto i s engleskog i španjolskog jezika) po književnim časopisima. Preveo je roman Kenizé Mourad Le jardin de Badalpour (Vrt u Badalpuru), L'esprit du terrorisme (Duh terorizma) Jeana Baudrillarda i Cahier de Talamanca (Sveska iz Talamanke) Emila Ciorana. Potpisnik je Deklaracije o zajedničkom jeziku, u kojoj se tvrdi da se u Hrvatskoj, Bosni i Hercegovini, Srbiji i Crnoj Gori govore nacionalne standardne varijante zajedničkog policentričnog standardnog jezika. Nihad Hasanović živi u Sarajevu.

## Vanjske poveznice
- SLUŽBENA STRANICA
- "Samozaborav se širi kao kuga" - intervju BH. DANI  Arhivirana inačica izvorne stranice od 23. kolovoza 2011. (Wayback Machine)
- JASMIN'S HEART: Intervju s Nihadom Hasanovićem  Arhivirana inačica izvorne stranice od 11. listopada 2008. (Wayback Machine)
- Nezavisne novine: Laska mi epitet "divlji"
- [neaktivna poveznica]